# Trần Nữ Yên Khê
Trần Nữ Yên Khê (sinh ngày 18 tháng 3 năm 1968) là một nữ diễn viên người Pháp gốc Việt. Bà được khán giả biết đến nhiều nhất qua vai diễn Mùi trong phim Mùi đu đủ xanh (1993), phim đầu tiên và duy nhất của Việt Nam được đề cử giải Oscar cho phim quốc tế hay nhất. Sự nghiệp diễn xuất của bà đa số gắn liền với các tác phẩm điện ảnh nổi tiếng của nhà làm phim Trần Anh Hùng, người đồng thời cũng là chồng của bà.

## Tiểu sử, giáo dục và gia đình
Trần Nữ Yên Khê sinh ra tại Việt Nam, bà mồ côi cha và cùng mẹ di cư đến Pháp từ năm 3 tuổi. Bà theo học ngành kiến trúc, khóa Architect Design tại trường École Camondo Paris. Năm 18 tuổi, Trần Nữ Yên Khê đoạt danh hiệu Hoa Hậu Áo Dài Việt Nam trong một cuộc thi sắc đẹp của cộng đồng người Việt tại Pháp. Bà gặp gỡ Trần Anh Hùng khi tham gia casting cho bộ phim tốt nghiệp của ông, lúc đó ông là sinh viên chuyên ngành điện ảnh của ngôi trường danh tiếng École Louis-Lumière. Cả hai bén duyên và trở thành một trong những cặp đôi nổi tiếng của làng điện ảnh. Từ đó, suốt hơn một phần tư thế kỷ, bộ đôi gắn bó không rời và đồng hành trên con đường nghệ thuật. Sự gắn bó này khiến họ được ví như đôi Trương Nghệ Mưu - Củng Lợi người Việt.
Ngoài vai trò diễn viên, Trần Nữ Yên Khê còn trở thành người thiết kế trang phục cho phim của Trần Anh Hùng. Trước đó cô từng tham gia phụ trách thiết kế trong Xích lô và Mùi Đu Đủ Xanh. Đặc biệt là bộ phim Rừng Na Uy, Trần Nữ Yên Khê đã đảm nhiệm vị trí Production Designer và Costume Designer, bộ phim giúp bà lần đầu được đề cử Best Costume Design tại Giải thưởng Điện ảnh Châu Á lần thứ 5 ở HongKong. Trần Nữ Yên Khê hiện sống cùng chồng và hai con tại một căn hộ ở Pháp.

## Sự nghiệp phim ảnh
| Năm  | Tựa đề                   | Đạo diễn        | Vai diễn           | Ghi chú |
| ---- | ------------------------ | --------------- | ------------------ | --- |
| 1993 | Mùi đu đủ xanh           | Trần Anh Hùng   | Mùi (trưởng thành) | Phim đầu tiên và duy nhất của Việt Nam được đề cử Oscar ở hạng mục Phim quốc tế hay nhất. Đoạt giải Camera vàng tại LHP Cannes và giải César cho Phim đầu tay hay nhất. |
| 1995 | Xích lô                  | Trần Anh Hùng   | Người chị gái      | Phim đầu tiên và duy nhất của Việt Nam đoạt giải Sư tử vàng tại LHP Venice.                                                                                             |
| 2000 | Mùa hè chiều thẳng đứng  | Trần Anh Hùng   | Liên               | Đề cử tại LHP Cannes ở hạng mục Góc nhìn đặc biệt. |
| 2001 | Thung lũng hoang vắng    | Phạm Nhuệ Giang | Cameo              | |
| 2009 | Và anh đến trong cơn mưa | Trần Anh Hùng   | Lily               | |
| 2016 | Vĩnh cửu                 | Trần Anh Hùng   | Người dẫn chuyện   | |
| 2018 | Vợ ba                    | Ash Mayfair     | Bà Hà              | Đoạt nhiều giải thưởng tại LHP Quốc tế San Sebastian, LHP Quốc tế Toronto, LHP Quốc tế Cairo, LHP Quốc tế Chicago.                                                      |

| Năm  | Tựa đề                    | Vai diễn     | Đạo diễn      | Ghi chú |
| ---- | ------------------------- | ------------ | ------------- | ------- |
| 1989 | Người thiếu phụ Nam Xương | Người phụ nữ | Trần Anh Hùng |         |
| 1991 | Hòn vọng phu              | Người phụ nữ | Trần Anh Hùng |         |
| 2021 | Lumina                    | Lumina       | Julian Féret  |         |